# Ulrika (plaats)
Ulrika is een plaats (tätort) in de gemeente Linköping in het landschap Östergötland en de provincie Östergötlands län in Zweden. De plaats heeft 200 inwoners (2010) en een oppervlakte van 36,87 hectare.